# Jim Hogg County
Jim Hogg County je okres ve státě Texas v USA. K roku 2010 zde žilo 5 300 obyvatel. Správním městem okresu je Hebbronville. Celková rozloha okresu činí 2 942 km².